# Chris Barber
Chris Barber, (Welwyn Garden City, 1930. április 17. – Welwyn Garden City, 2021. március 2.) brit harsonás, zenekarvezető.

## Pályafutása
A worcestershire-i Malvernben lévő Hanley Castle Gimnáziumban, majd a londoni St. Paul's Schoolban tanult, ahol a Guildhall School of Music and Dramaba járt. Tizennyolcévesen becsüsnek tanult. Zenét tanulni hegedűvel kezdett, de a vonós hangszer megkövetelte testtartás gerincfájdalmakat okozott neki.
Középiskolás korában Louis Armstrong lemezeinek hatására beleszeretett a dzsesszbe. Angliában akkor főként Humphrey Lyttelton zenekara játszott klasszikus New Orleans-i zenét. Egy koncerten Lyttelton harsonása 6 fontért kínált neki egy hangszert. Barber hamarosan megbarátkozott a harsonával és beiratkozott a Royal Academy of Musicra. Megtanult bőgőzni is.
1949-ben lett saját zenekarának vezetője, amelyben harsonán játszott. Barber segített elindítani számos zenész karrierjét, köztük Ottilie Patterson bluesénekesnőt, aki korábban (1959-1983) a felesége volt, és Lonnie Donegan énekesnőt, bendzsóst. Donegan első slágere a „Rock Island Line” volt.
Chris Barber 1954 óta trombitált Pat Halcox-szal, valamint Monty Sunshine-nal, aki ott klarinétozott. Utóbbi Petite Fleur egy változatával vált híressé.
Bár Barber zenekara elsősorban dixielandet játszott, ragtime-mal, swinggel, blueszal és R&B-vel is felléptek. Együttműködtek más előadókkal is, mint például Louis Jordan és Dr. John. 1959 után számos turnéjuk volt az Egyesült Államokban.
Az 1950-es évek vége és az 1960-as évek eleje között Chris Barber számos blueszenész turnéját szervezte meg az Egyesült Királyságban, köztük Big Bill Broonzy-ét, Sonny Terry-ét és Brownie McGhee-ét, Muddy Watersét. Mindez segített felkelteni az érdeklődést a blues iránt a fiatal zenészek körében, köztük Eric Claptonban, Peter Greenben és a The Rolling Stones zenészeiben.
1967-ben kiadta a „Cat Call”-t, Paul McCartney addig kiadatlan dalát (1967).
Sidney Bechet és követői mellett egyike volt azoknak a zenészeknek, akik az 1950-es és 1960-as években leginkább hozzájárultak a New Orleans-i jazz újjáéledéséhez Európában. 2014-ben megjelentette a „Jazz Me Blues” című önéletrajzát.

## Albumok
- Original Coppenhagen Concert (1954)
- Chris Barber In Concert (1956)
- Chris Barber in Concert Vol 2., Vol. 3. (1958)
- Louis Jordan Sings (1962)
- In Budapest (1962)
- Bestsellers: Chris Barber&Papa Bue’s Viking Jazzband (1963)
- Chris Barber (1964)
- Live In East Berlin (1968)
- Chris Barber&Lonnie Donegan (1973)
- Jubilee Album 1-4 (1975)
- Echoes of Ellington 1976,1978)
- Take Me Back To New ÍOrleans (1980)
- Stories 1-3 (1983)
- Creole Love Call (1983)
- Copulatin’ Jazz: The Music of Perservance Hall (1993)
- 40 Years Jubilee (1994)
- Best of British Jazz from The BBC Jazz Club (1996)
- Live at the BP Studienhaus (1997)
- Cornbread, Peas&Black Molasses (1999)
- The Skiffle Session: Live at Bealfast 1998 (2000)
- Sonny, Brownie and Chros (2003)
- Barbican Blues (2009)
- Boasters Bowles&Bowties:The Best of Barbie (2009)
- The Chris Barber Jazz Band (2011)

## Díjak
- 1959: New Orleans díszpolgára
- 1991: Brit Birodalom Rendjének tisztje

## Fordítás
Ez a szócikk részben vagy egészben  a   Chris Barber című francia Wikipédia-szócikk ezen változatának fordításán alapul.  Az eredeti cikk szerkesztőit annak laptörténete sorolja fel. Ez a jelzés csupán a megfogalmazás eredetét és a szerzői jogokat jelzi, nem szolgál a cikkben szereplő információk forrásmegjelöléseként.